# Гвардавале Марина (Катанцаро)
Гвардавале Марина је насеље у Италији у округу Катанцаро, региону Калабрија.
Према процени из 2011. у насељу је живело 2346 становника. Насеље се налази на надморској висини од 16 м.